# 拉邬语组
拉邬语组是彝语支下假定的一支。彝语支内的具体分类地位不明确。可能形成彝语中部方言下的一支，或彝语支下自成一支。拉邬语组语言有：
- 拉邬语
- 阿邬语
- 乐舞语

Cathryn Yang (2012) 认为拉邬语组最可能是彝语中部方言，但也注意到它不与腊罗语、拉祜语或傈僳-倮倮语归在一起。